# Wasla
La waṣla (en árabe: وَصْلَة‎, lit. 'conexión, enlace') o hamzatu l-waṣli (هَمْزَةُ ٱلْوَصْلِ‎, 'hamza de conexión') es una variante de la letra hamza (ء) parecida en parte a la letra ṣād (ص) que a veces se coloca sobre la letra ʾalif al principio de la palabra (ٱ). El ʾalif con waṣla encima se llama ʾalifu l-waṣli (أَلِفُ ٱلْوَصْلِ‎, 'ʾalif de conexión'). Esto indica que ʾalif no se pronuncia como una oclusión glotal (escrita con hamza), sino que la palabra está conectada con la palabra anterior (como la liaison en francés). Fuera de los textos litúrgicos vocalizados, la waṣla no suele escribirse.
Se escribe en dos posiciones:
| Posición | Aislada | Final | Media | Inicial |
| -------- | ------- | ----- | ----- | ------- |
| Forma:   | ٱ       | ـٱ    | ـٱ    | ٱ       |

## Ejemplos
1. وَٱسْمُ ٱبْنَتِهِ هِنْدُ (wa-smu bnati-hi hindu) — Y el nombre de su hija es Hind.
2. يُرِيدُ أَنْ يَقْرَأَ لِإِحْدَى ٱبْنَتَيْهِ (yurīdu ʾan yaqraʾa li-ʾiḥdā bnatay-hi) — Él quiere leerle a una de sus dos hijas.
3. مَا ٱسْمُكَ (mā smu-ka) — ¿Cuál es tu nombre?